# Lee Hsien Yang
Lee Hsien Yang, född 1957 i Singapore, är en singaporiansk chef, före detta brigadgeneral och före detta chef vid landets flygsäkerhetsmyndighet.
Efter att ha lämnat den militära banan fick han ett nytt toppjobb på SingTel, landets största mobilnätverksoperatör, där han i april 1994 blev vice president för lokala tjänster.
Lee är gift med advokaten Lim Suet Fern, dotter till ekonomen Lim Chong Yah.